# KPDF
KPDF és un visualitzador de documents en format PDF creat per KDE, una comunitat alemanya de desenvolupadors de programari lliure. És basat en el codi de l'xpdf. El programa imprimeix fitxers PDF i els converteix en format Postscript.
La versió KDE 4.0 va ser substituïda pel programari Okular el 2005.

## Característiques
- Tres maneres de cercar: Diàleg de cerca, amb el filtre de miniatures i la cerca progressiva.[3]
- Possibilitat de capturar imatges i text fàcilment simplement fent un rectangle al voltant[3]
- Possibilitat d'escollir els colors de fons i del text, com una fulla d'estil CSS[3]